# Американский фронт
«Американский фронт» (англ. American Front, AF) — американская неонацистская организация, одна из старейших постоянно существующих расистских группировок скинхедов в США, основанная в 1980-х годах. Эмблемой группировки являются стилизованные буквы «А» и «F» внутри кельтского креста,
Основан в конце 1980-х годов. Группа начала угасать в конце 1990-х годах, но харизматичный организатор Дэвид Линч, один из основателей группы, инициировал её возрождение, начавшееся в 2007 году. Линч был убит неизвестным злоумышленником 2 марта 2011 года в своем доме в Цитрус-Хайтс, штат Калифорния, и с того времени группа, предположительно, сократилась.
Другой лидер группы, Маркус Фаэлла, на сельском участке земли в центральной Флориде, окружённом колючей проволокой и охраняемом двумя питбулями, подготовил небольшую группу неонацистских скинхедов к тому, что он считал «неизбежной расовой войной». Скинхеды запасались оружием и пайками, регулярно тренировались с оружием и взрывчаткой, практиковали метание ножей, рукопашный бой и другие боевые навыки, а также планировали акты насилия, чтобы привлечь внимание к своей группе. Фаэлла, считал, что через несколько лет начнется «расовая война», и, согласно его письменным показаниям под присягой, «заявил, что его намерение во время расовой войны — убивать евреев, иммигрантов и представителей других меньшинств». На стрельбище участники стреляли по кувшинам с водой, Фаэлла сказала им «представить, что кувшины — это головы ниггеров».
В феврале 2012 года Фаэлла начал планировать «вызвать беспорядки» в мэрии Орландо, «чтобы СМИ сообщили об этом и привлекли новых членов в AF». Группа также планировала вступить в конфликт с анархистами, которые должны были провести демонстрацию в Мельбурне 1 мая. Фаэлла принимал новых членов в Американского фронта со всей страны для тренировок. В июле 2011 года в комплексе в Северной Флориде было проведено «общенациональное» собрание группы. На одной из тренировок в феврале Фаэлла сообщил, что отделение в Орегоне расширяется, члены покупают автоматы АК-47 и проводят военизированную подготовку.
В группе действовал информатор, ставший её полноправным членом, получившим нашивку. Более года информатор документировал парамилитарные тренировки и другую незаконную деятельность, которой руководил Фаэлла. В конце апреля Фаэлла заподозрил неладное и попросил у осведомителя его мобильный телефон, на котором, как следует из письменных показаний, были компрометирующие фотографии, сделанные на территории комплекса. В окружении других участников вооруженный 9-мм пистолетом, лидер посмотрел на информатора и сказал: «Если я узнаю, что кто-то из вас является информатором, я… убью его». Информатор скрылся, а через несколько дней на участников началась облава. 4 мая агенты ФБР арестовали 39-летнего Фаэллу и его жену Патрицию, 36 лет. В последующие дни были взяты под стражу еще 12 членов «Американского фронта». Все обвинялись в участии в незаконных военизированных учениях, а восемь — также в сговоре с целью стрельбы в здании или внутри него. Фаэлла также обвинялся в руководстве действиями банд и организации военизированной подготовки. В 2014 году Фаэлла был приговорен к 6 месяцам тюрьмы по обвинению в организации военизированной подготовки.
В последние годы большинство членов были из Калифорнии и Флориды. По состоянию на 2012 год большинство активных членов группы находились во Флориде.